# Jaqueline Cristian
Jaqueline Adina Cristian (født 5. juni 1998 i Bukarest, Rumænien) er en professionel tennisspiller fra Rumænien.